# Беннетт, Эмметт
Эмметт Лесли Беннет-младший (12 июля 1918, Сент-Пол, Миннесота — 15 декабря 2011, Мэдисон, Висконсин) — американский классик и микенолог.

## Биография
Сын Эммета Беннета-старшего и Мэри Баззелл Беннет. Вырос в Огайо. Изучал антиковедение в Колледже искусств и наук Макмикена в Университете Цинциннати, где получил степень бакалавра в 1939 году и степень магистра в 1941 году. Затем начал обучение в докторантуре. Одним из его учителей был археолог Карл Блеген, обнаруживший ряд глиняных табличек с надписями линейным письмом Б во время раскопок в Пилосе в 1939 году.
Во время Второй мировой войны, с 1942 по 1945 год, Беннетт работал криптологом, расшифровывая зашифрованные японские сообщения для военного министерства в Вашингтоне, хотя он не говорил по-японски.
После Второй мировой войны вернулся в свой университет и продолжил учёбу. Блеген поручил своему ученику расшифровать, проиндексировать и опубликовать таблички с линейным письмом Б. Вместе с А. Кобер он составил каталог из 80 символов, известных в то время в линейном письме Б, которое обнаружил, но не сумел расшифровать Артур Эванс в 1900 году.
В 1947 году ему было поручено написать диссертацию о минойском линейном письме на докторскую степень в Пилосе. В том же году он устроился на работу в Йельский университет, в 1958 году перешел в Техасский университет в Остине, в 1959 году — в Университет Висконсин-Мэдисон, где оставался почти три десятилетия, пока не ушёл в отставку в 1988 году. С 1978 по 1988 год был профессором антиковедения по стипендии Мозеса Слотера.
Расшифровка, индексация и публикация сценария линейного письма Б станут делом всей жизни Беннета. Основным результатом его деятельности стало издание корпуса табличек с линейным письмом Б из Пилоса, Микен и Кносса, в сотрудничестве с Джоном Чедвиком и другими. В ходе работы над табличками Беннет научился различать почерк отдельных писцов. Предварительная работа Эммета Беннета и Алисы Кобер (умершей в 1950 г.) позволила Майклу Вентрису, с которым Беннет работал последние два года до его смерти, и Джону Чедвику в 1952 году расшифровать Линейное письмо Б. На конференции в Вингспреде 1961 г. была принята так называемая Вингспредская конвенция стандартного перечня около 200 знаков Линейного письма Б.
В 1957 г. Беннетт основал ежемесячное периодическое издание Nestor, которое публикует библиографическую информацию и сборники, первоначально по микенеологии, затем также по предыстории и ранней истории Эгейского моря, по обществу гомеровского периода и индоевропейской лингвистике; он сам был его издателем до 1978 года. Он также был членом редколлегии специализированного издания Kadmos.
Беннет был почетным членом Археологического общества в Афинах. Греческая Республика наградила его Большим крестом Ордена Почета (Τάγμα της Τιμής) в 1991 году. Получил Золотую медаль Археологического института Америки в 2001 году за выдающийся вклад в область археологии, то есть за его работу по каталогизации текстов линейного письма Б и за вклад в микенологию.
Одним из его учеников является Томас Палайма, директор Департамента классики Техасского университета, в рамках чьей программы по эгейским письменностям и предыстории был приобретен, каталогизирован, систематизирован и размещен в открытом доступе архив исследований Беннетта.

## Избранные публикации
Издания древних текстов
- The Pylos Tablets. A Preliminary Transcription. Princeton UP, Princeton 1951.
  - The Pylos Tablets. Texts of the inscriptions found 1939—1954. Princeton UP, Princeton 1956. — Rez. von: Leonard Robert Palmer, in: Gnomon 29, 1957, 113—117.
  - mit Jean-Pierre Olivier: The Pylos Tablets Transcribed. Vol. 1: Text and notes; vol. 2: Hands, concordances, indices. Ed. dell’Ateneo, Roma vol. 1: 1973, vol. 2: 1976.
- The Mycenae Tablets. With an Introduction by Alan B. Wace. In: Proceedings of the American Philological Society 97.4, 1953, 422—470, (online).
  - The Mycenae Tablets II. With an Introduction by Alan B. Wace and Elizabeth B. Wace. Translations and Commentary by John Chadwick. In: Transactions of the American Philological Society 48.1, 1958. — Rez. von: Leonard Robert Palmer, in: Gnomon 31, 1959, 429—433.
- with John Chadwick, Michael Ventris: The Knossos Tablets. A revised transliteration of all the texts in Mycenaean Greek recoverable from Evans' excavations of 1900—1904 based on independent examination. London 1956 (Bulletin of the Institute of Classical Studies, Supplementary Papers, 2) — Rez. von: Leonard Robert Palmer, in: Gnomon 29, 1957, 113—117.
  - with John Chadwick, Michael Ventris: The Knossos Tablets. A revised transliteration of all the texts in Mycenaean Greek recoverable from Evans' excavations of 1900—1904 based on independent examination. Second edition with corrections and additions by John Chadwick with the assistance of Fred W. Householder Jr. London 1959 (Bulletin of the Institute of Classical Studies, Supplement no. 7) — Rez. von: Joshua Whatmough, in: Classical Philology 57, 1962, 244—246.

Другие микенологические публикации
- The Minoan Linear Script from Pylos. Ph.D. thesis, University of Cincinnati 1947.
- A Minoan Linear B index. New Haven 1953. — Rez. von: Michael Ventris, in: The Antiquaries Journal 35, 1955, 95.
- (Hrsg.): Mycenaean studies. Proceedings of the Third International Colloquium for Mycenaean Studies held at "Wingspread, " 4-8 September 1961. University of Wisconsin Press, Minnesota 1964 — Rez. von Leonard R. Palmer, in: Language 41, 1965, 312—329, (online).

Другие
- Paul MacKendrick (Hrsg.): The Speeches of Cicero: Context, Law, Rhetoric. With the technical assistance of Emmett L. Bennett. Duckworth, London 1995. — Rez. von: Christopher P. Craig, in: Vergilius 41, 1995, 145—149.